# Here Come the Rattling Trees
Here Come the Rattling Trees es el décimo álbum de estudio de la banda de avant-pop The High Llamas, lanzado el 22 de enero de 2016. Es una adaptación de la obra teatral de 2014 que el grupo presentó en el Teatro Tristan Bates en Covent Garden, Londres. La obra originalmente presentó un elenco de actores y actrices, pero el álbum solo presenta actuaciones instrumentales y vocales.

## Lista de canciones
Todas las canciones fueron escritas por Sean O'Hagan.
Todas las canciones escritas y compuestas por Sean O'Hagan. 
| N.º | Título                                        | Duración |  |
| 1.  | «Prelude – A Day in the Square»               |          |  |
| 2.  | «Amy Recalls – Barnham Trees»                 |          |  |
| 3.  | «Here Come the Rattling Trees»                |          |  |
| 4.  | «Runner Recalls – Outback Runner»             |          |  |
| 5.  | «Bramble Underscore»                          |          |  |
| 6.  | «Bramble Black»                               |          |  |
| 7.  | «Mona Underscore – Slow Down Mona»            |          |  |
| 8.  | «Mona's Song»                                 |          |  |
| 9.  | «Decorator Recalls – Step Tempo Has Arrived»  |          |  |
| 10. | «McKain Underscore»                           |          |  |
| 11. | «McKain James»                                |          |  |
| 12. | «Plumber Recalls – Call Me to the Common»     |          |  |
| 13. | «Livorno Underscore»                          |          |  |
| 14. | «Livorno»                                     |          |  |
| 15. | «Jackie Underscore – The Bells Ring Straight» |          |  |
| 16. | «Jackie»                                      |          |  |